# Битва при Медельине
Битва при Медельине состоялась 28 марта 1809 года во время Пиренейской войны, являющейся частью наполеоновских войн, и окончилась победой французов под командованием маршала Виктора над испанцами под командованием генерала дона Григорио Гарсиа де ла Куэсты. Сражение ознаменовало собой первую серьёзную попытку французов захватить южную Испанию, которую они в основном завершили победой в битве при Оканье в конце года.

## Предыстория
Виктор начал свой южный поход с целью уничтожения армии Эстремадуры под командованием генерала Куэсты, которая отступала перед наступлением французов. 27 марта Куэста получил пополнение в 7 тыс. солдат и решил встретиться с французами в бою, а не продолжать отступление.
Поле битвы находилось к юго-востоку от города Медельин, примерно в 300 км к юго-западу от Мадрида. По северном краю поля битвы с востока на запад протекает река Гвадиана, соединяясь с рекой Ортига, которая течёт с юга на север, что исключало любые испанские фланговые манёвры справа от французов. У Виктора было примерно 17,5 тыс. солдат, а у Куэсты — около 23 тыс. Тем не менее, у Виктора было 50 орудий против 30 у испанцев, и 4,5 тыс. кавалеристов против 3 тыс. у испанцев.
Оба командира расположили свои армии необычным образом, хотя диспозиция Виктора, кажется, была более рациональна. Центр французской армии, пехотная дивизия под командованием генерала Эжен-Казимира Вийята, занимал главную дорогу, которая вела из Медельина в Дон-Бенито на юго-востоке, а крылья, которыми командовали Лассаль (слева) и Латур-Мобур (справа), стояли намного дальше на юг и юго-восток. Каждое крыло состояло из кавалерийской дивизии и двух пехотных батальонов немецких войск из Рейнского союза. Очевидно, намерения Виктора состояли в том, чтобы продолжать отводить свои фланги всё ближе и ближе к центру, пока мощная контратака не позволит нанести решительный удар. Резервом Виктора была пехотная дивизия под командованием генерала Франсуа Рюффена, которая не участвовала в битве. Новаторскую идею Виктора можно противопоставить грубым ошибкам Куэсты: тот не обеспечил резерв и выстроил все 23 тыс. человек в четыре ряда по шестикилометровоё дуге от Гвадианы до Ортиги. Его план состоял в том, чтобы нанести удар по французским флангам и надеяться прижать всю французскую армию спиной к Медельину и реке Гвадиане — именно то, чего ожидал Виктор.

## Битва
Около 1 часа дня начался артобстрел, а примерно через час Куэста приказал начать атаку. Поначалу испанцы действовали очень успешно, отражая слишком поспешную атаку кавалерийской бригады драгунов Латур-Мобура на левом фланге и заставив оба французских крыла продолжать отступать, в то время как их стрелки продолжали смертельный огонь по французским рядам. Положение Лассаля стало вызывать опасение, так как из-за Гвадианы за его спиной 2 тыс. кавалеристов и 2,5 тыс. пехотинцев не могли отступать дальше чем на милю. Три испанских кавалерийских полка кружили по берегу Гвадианы и пытались опрокинуть левый фланг французов, но Лассаль и его люди продолжали держаться на своих позициях.
К этому моменту оба французских фланга отступили достаточно далеко и оказались поблизости от дивизии Вийята. Западный сектор Латур-Мобура был усилен 94-м линейным пехотным полком и гренадерским батальоном. Десять французских орудий в этой части поля битвы также стабилизировали ситуацию, поскольку они существенно превосходили орудия противника. Испанская пехота, однако, продолжала продвигаться вперед и создавала массу проблем для людей Латур-Мобура, которые были выстроены в каре для защиты от кавалерийских атак и, следовательно, имели ограниченную огневую мощь. Поскольку испанцы угрожали захватить французские орудия, Латур-Мобур приказал драгунам атаковать ещё раз. На этот раз атака удалась. Французские драгуны победили три испанских кавалерийских полка, которые бежали с поля и оставили свою пехоту без поддержки, что побудило тех также бежать. Поскольку у Куэсты не было резерва, брешь такого размера оказалась для его войск фатальной.
После этого события развивались очень быстро. Лассаль получил в подкрепление семь пехотных батальонов от Вийята, и как только он увидел, что испанцы устремляются на запад, приказал провести мощную контратаку. 2-й гусарский полк в сопровождении полка конных егерей разбил испанскую кавалерию, перестроился и атаковал неприкрытую испанскую пехоту на восточном фланге. Новые батальоны Лассаля также бросились в атаку по всему фронту, и французские драгуны смяли центр испанской армии, солдаты которой думали теперь только о своём спасении. Во время панического бегства множество испанцев были зверски убиты, и армия Куэсты фактически прекратила существование.
Бо́льшая часть испанской армии, в основном на правом фланге, была полностью окружена, и ей некуда было двигаться. Французы были беспощадны к испанским солдатам, даже к сдавшимся в плен, и до конца дня убили всех пленных. Целые подразделения были полностью уничтожены; всё поле битвы было усеяно телами испанцев.

## Итог
Это была катастрофа для Куесты, который сам чуть не погиб в битве. По некоторым оценкам, испанцы потеряли 8 тыс. человек, как в бою, так и после боя, и около 2 тыс. было захваченно в плен, в то время как французы потеряли лишь около 1 тыс. человек. Однако в течение следующих дней французские могильщики похоронили в братских могилах 16 002 испанских солдата. Кроме того, испанцы потеряли 20 из 30 своих пушек. Это было второе крупное поражение Куэсты от французов после Медины-де-Риосеко в 1808 году. Битва привела к успешному началу французского завоевания южной Испании.